# Pat Ward Williams
Pour les articles homonymes, voir Williams.
Pat Ward Williams née en 1948 est une photographe africaine-américaine. Son travail aborde  les questions raciales, le genre et à l'histoire.

## Biographie
En 1982, Pat Ward Williams est titulaire d'un Bachelor of Arts du Moore College of Art and Design. Étudiante au Moore College, elle se met à photographier les personnes noires de son entourage. Elle montre une photo représentant un ami, un homme noir aux cheveux indisciplinés et à la veste ouverte. Ces camarades le trouve menaçant. Elle prend alors conscience des préjugés raciaux véhiculés par les images. En 1987, elle obtient un Master of Arts du Maryland Institute College of Art. Elle enseigne la photographie à l'Université de Californie à Irvine et en tant que professeure invitée à l'Université d'Hawaï à Manoa et au Technikon Witwatersrand, à Johannesburg. Depuis 2000, elle enseigne à la Florida State University.
Accused/Blowtorch/Padlock est une œuvre de 1986. ll s'agit de la reproduction d'une image de torture publiée dans le magazine Life en 1937. On y voit un homme noir attaché à un arbre, entourée de texte explicatif. Pat Ward Williams agrandit certains détails et ajoute un texte explicatif de façon que la réalité de la scène n'échappe pas à la  personne qui regarde.
Pat Ward Williams propose une autre lecture des photographies publiées dans les médias qui servent à diaboliser les personnes africaines-américaines. Elle déconstruit les préjugés raciaux en déconstruisant les photographies qui valident ces préjugés. Pour What You Lookn At de 1992, elle réalise une œuvre à grande échelle représentant un groupe de 5 hommes noirs qui pour beaucoup de personnes représente une menace.
En 1998, Pat Ward William fait partie de la série Photo-Active Feminist Visiting Artists, parrainée par le National Endowment for the Arts et la School of Art and Design and Women's Studies de l'Université du Michigan. Le groupe d'artistes comprend Paula Allen, Barbara Kruger, Susan Meiselas, Connie Samaras, Kathy Constantinides, Wendy Ewald et Marilyn Zimmerman. Elles ont été choisies pour leur engagement sur les questions sociales et politiques. Elles vont à l'Université du Michigan pour présenter leurs travaux aux étudiants et à la communauté.
Elle réalise des œuvres d'art publiques à Los Angeles. En 1995, elle conçoit The Emperor of the Great 9th District, un mémorial dédié à Gilbert Lindsay installé au Los Angeles Convention Center. Le monument se compose de trois piliers en béton à trois côtés de 10 pieds de haut représentant un portrait de Lindsay à son bureau. En s'approchant, les personnes voient que la grande image de Lindsay est composée de 104 tuiles plus petites contenant des images supplémentaires de Lindsay avec sa famille, son personnel et d'autres personnalités publiques, dont Martin Luther King.
L'œuvre Starbursts de 2001 décore le Hollywood and Highland Center. Inspirée par la scène de danse finale du film Dames de Busby Berkeley de 1934, Pat Ward Williams crée des images circulaires qui imitent les angles de caméra du film. Les images sont incrustées sur du granit noir et peuvent être vues des étages du Dolby Theatre.
En 2003, Pat Ward Williams crée l’œuvre d’art publique Everyday People pour la station de métro Lake à Los Angeles. L'œuvre consiste en de grandes photographies de la population locale montées sur des panneaux de verre coloré.

## Expositions
- The Decade Show, au New Museum, du Studio Museum de Harlem [11]
- Pat Ward Williams, Baltimore, 1991[12]
- Probable Cause, Goldie Paley Gallery du Moore College of Art and Design, 1992[13]
- Women, California 1950. –2000 : Parallèles et intersections au San Jose Museum of Art, 2002[14]
- Pat Ward Williams: Isolated Incidents, Gallery, Visual Arts Building, Emory University, 2005[6]
- Examining Identity Construction, Mott-Warsh Gallery open, 2023[15]